# Gmina Hadsten
Gmina Hadsten (duń. Hadsten Kommune) - istniejąca w latach 1970–2006 gmina w Danii w  okręgu Århus Amt. 
Siedzibą władz gminy było miasto Hadsten. 
Gmina Hadsten została utworzona 1 kwietnia 1970 na mocy reformy podziału administracyjnego Danii. Po kolejnej reformie administracyjnej w roku 2007 weszła w skład nowej gminy Favrskov.

## Dane liczbowe
- Liczba ludności: (♀ 6002 + ♂ 5816) = 11 818
  - wiek 0-6: 10,0%
  - wiek 7-16: 14,8%
  - wiek 17-66: 64,8%
  - wiek 67+: 10,4%
- zagęszczenie ludności: 85,0 osób/km²
- bezrobocie: 4,1% osób w wieku 17-66 lat
- cudzoziemcy z UE, Skandynawii i USA: 101 na 10 000 osób
- cudzoziemcy z krajów Trzeciego Świata: 118 na 10 000 osób
- liczba szkół podstawowych: 5 (liczba klas: 82)